# Orthonama albilinearia
Orthonama albilinearia là một loài bướm đêm trong họ Geometridae.